# کارل-یوهان یونسون
کارل-یوهان یونسون (سوئدی: Karl-Johan Johnsson؛ زادهٔ ۲۸ ژانویهٔ ۱۹۹۰) بازیکن فوتبال اهل سوئد است که به عنوان دروازه‌بان بازی می‌کرد.
از باشگاه‌هایی که در آن بازی کرده‌است می‌توان به ان. ئی. سی، راندرس، و گنگام اشاره کرد.
وی همچنین در تیم ملی فوتبال سوئد بازی کرده‌است.